# CIBK-FM
CIBK-FM (98.5 Virgin, auch: Vibe 98.5) ist ein privater Hörfunksender in Calgary, Alberta, Kanada. Der Sender wird von Astral Media betrieben und sendet auf der Frequenz 98,5 MHz FM mit einer Leistung von 100 kW.
Der Sender erhielt die Sendegenehmigung 2001 und begann mit der offiziellen Ausstrahlung im Jahr darauf. Anfänglich sendete er eine Mischung aus R&B und Hip-Hop, weswegen er mit Calgary's Hit Music Station wirbt.
Mit CKIS (KISS 96.9) lieferte CIBK-FM sich einen Konkurrenzkampf, da beide Sender ein ähnliches Format ausstrahlten. Die Rivalität dauerte ca. einen Monat, danach entschied sich CKIS (KISS 96.9) das Sendeformat zu wechseln.
CIBK-FM war Teil einer Übernahme von Standard Broadcasting durch Astral Media, welche alle Sender bis 29. Oktober 2007 übernommen hatte.
Am 1. April 2010 registrierte Astral Media die Webadressen: VirginRadio985.com, Virgin985.com und VirginCalgary.com, welches die Spekulationen entfachte, dass der Sender unter der Familienmarke betrieben werden soll, was letzten Endes auch bestätigt wurde. Die Umbenennung des Senders fand am 30. Juni 2010 statt. Es ist, nach CKFM-FM in Toronto, der zweite Virgin Radiosender, der das Mainstream Top 40 Sendeformat sendet. Der letzte Song, der unter der alten Senderbezeichnung lief, war Goodbye von Kristinia DeBarge. Nach kurzer Unterbrechung war der erste Song unter dem neuen Senderlabel (Virgin Radio 98.5) California Gurls von Katy Perry.